# تهاچاپی (کالیفرنیا)
تهاچاپی (به انگلیسی: Tehachapi) شهری در شهرستان کرن ایالت کالیفرنیا است که در سرشماری سال ۲۰۱۰ میلادی، ۱۴۴۱۴ نفر جمعیت داشته است.